# Texelpad
Het Texelpad was een wandelroute van circa 80 kilometer rondom het eiland Texel. Het is opgegaan in het project Waddenwandelen.
Het was gemarkeerd met de bij streekpaden gebruikelijke geel-rode markeringen en was in beide richtingen beschreven en gemarkeerd.
De route liep vanaf de veerhaven bij 't Horntje via een duingebied naar De Koog, vanaf De Koog langs het natuurgebied De Slufter naar de vuurtoren op de noordelijke punt van het eiland, dan via De Cocksdorp en Oosterend naar Den Burg, en vandaar langs Oudeschild terug naar 't Horntje.
Er was een "oversteek" gemarkeerd van De Koog naar De Waal, even ten noorden van Den Burg.
De westelijke helft voerde vooral door duingebieden, de oostelijke helft door agrarisch gebied en langs de Waddenzee. Op de westelijke helft van het traject zijn een redelijk groot aantal kampeerterreinen vlak bij de route te vinden; op de oostelijke helft zijn deze wat minder dik gezaaid. Er zijn echter tussen de diverse dorpen regelmatige busverbindingen.
Het pad was in beheer bij het Nivon.

## Afbeeldingen

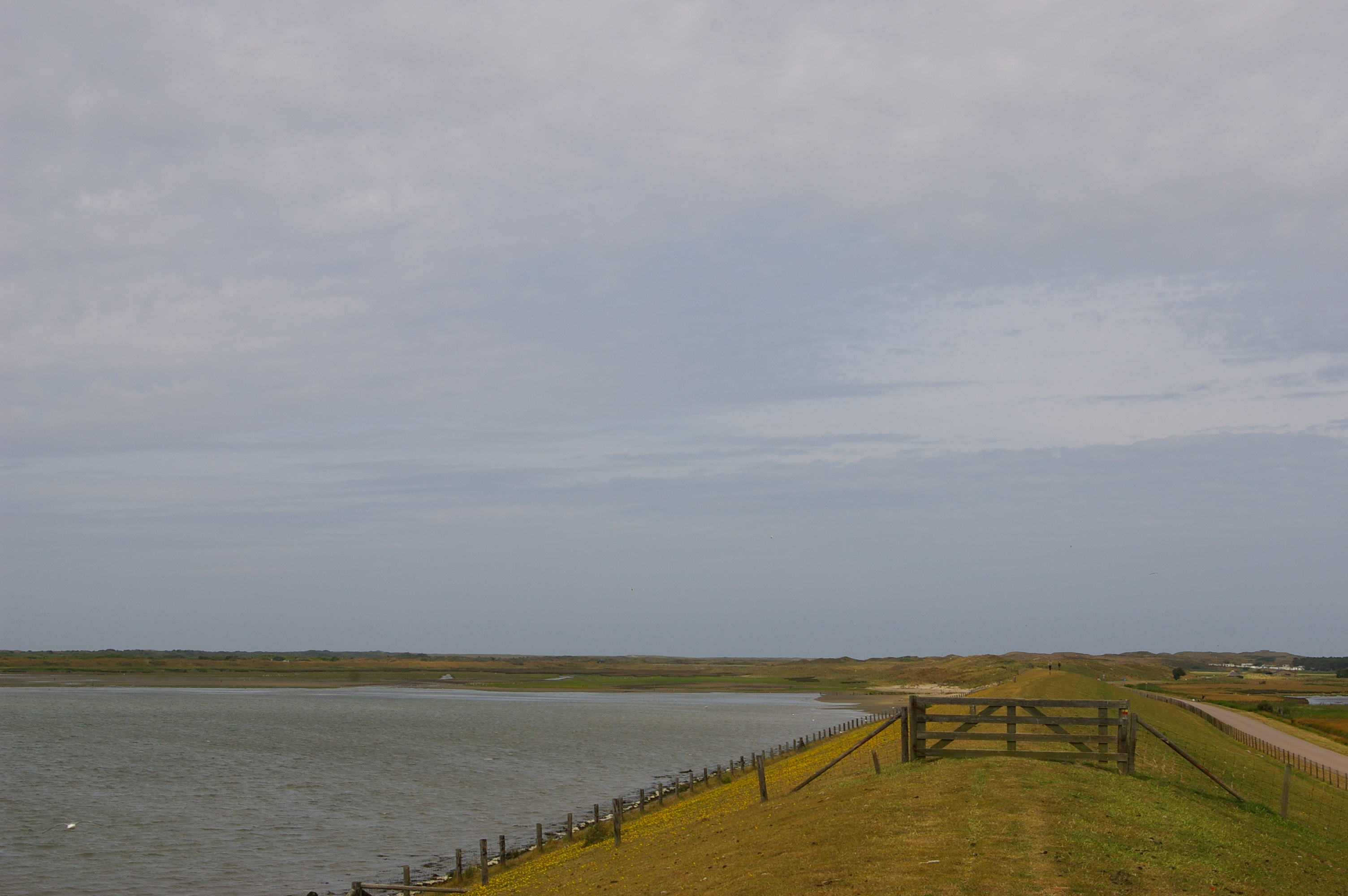
Bij De Mok, aan het begin van het Texelpad
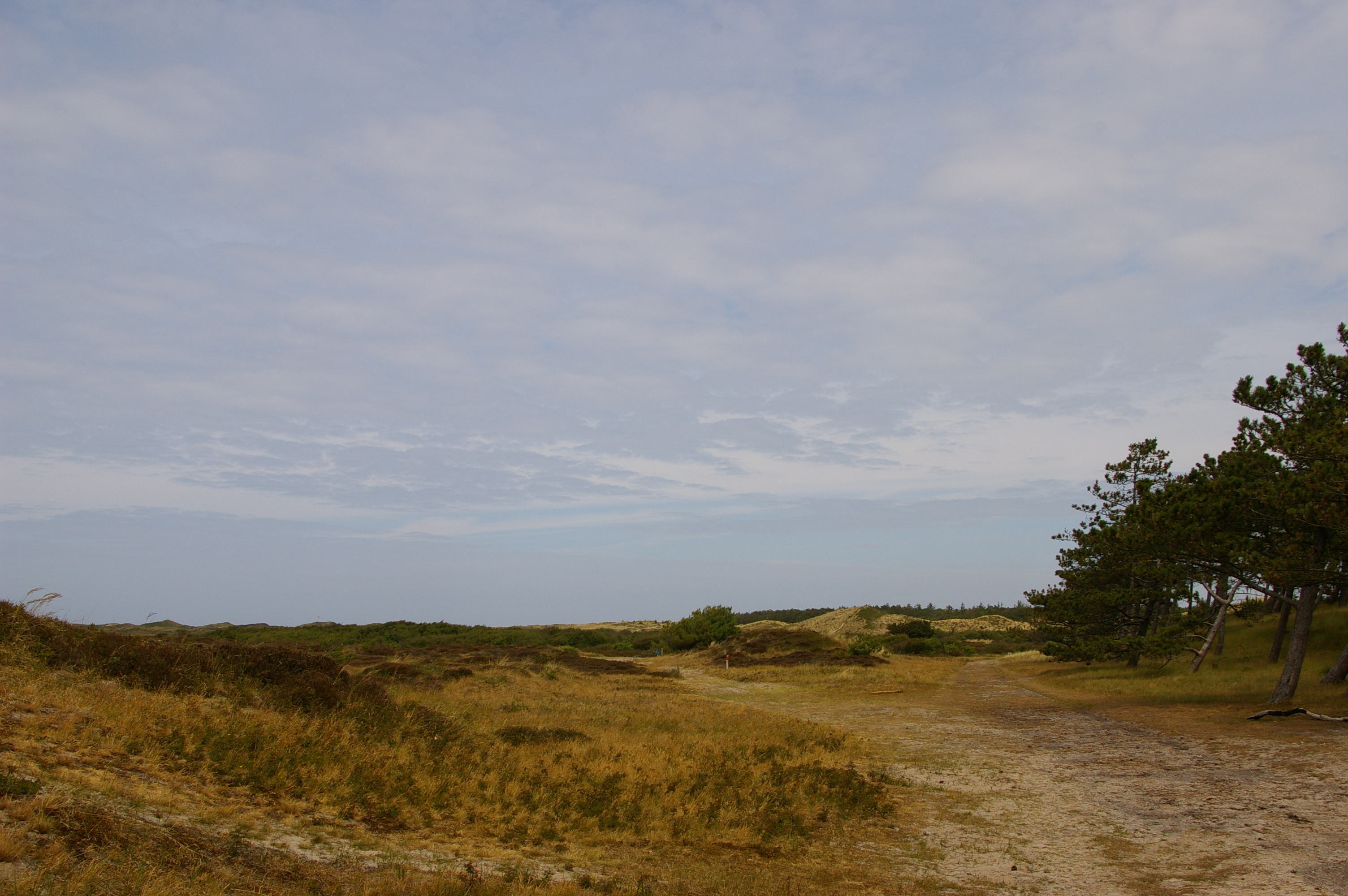
Duinlandschap ten westen van Den Hoorn
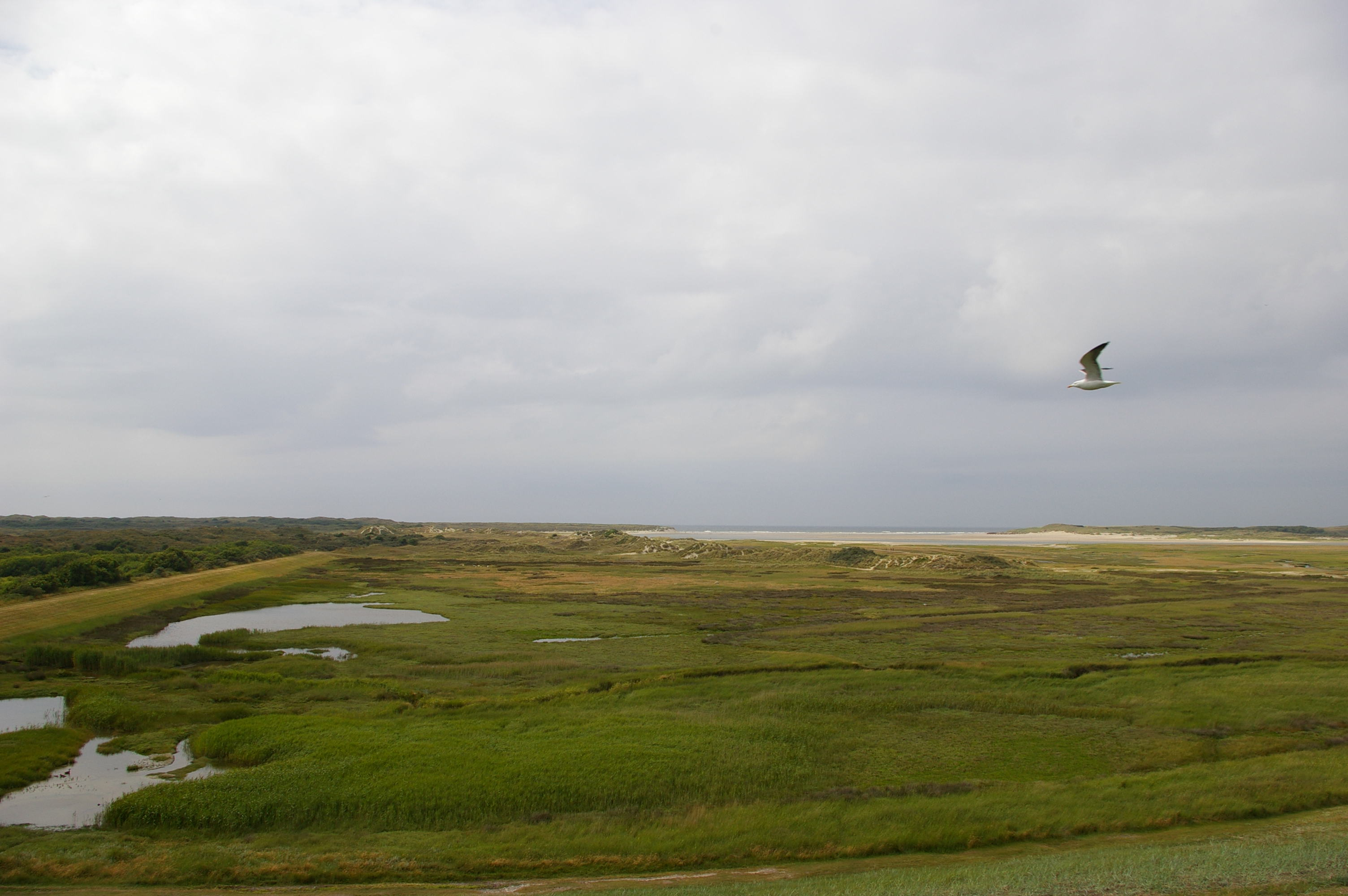
Gezicht op De Slufter
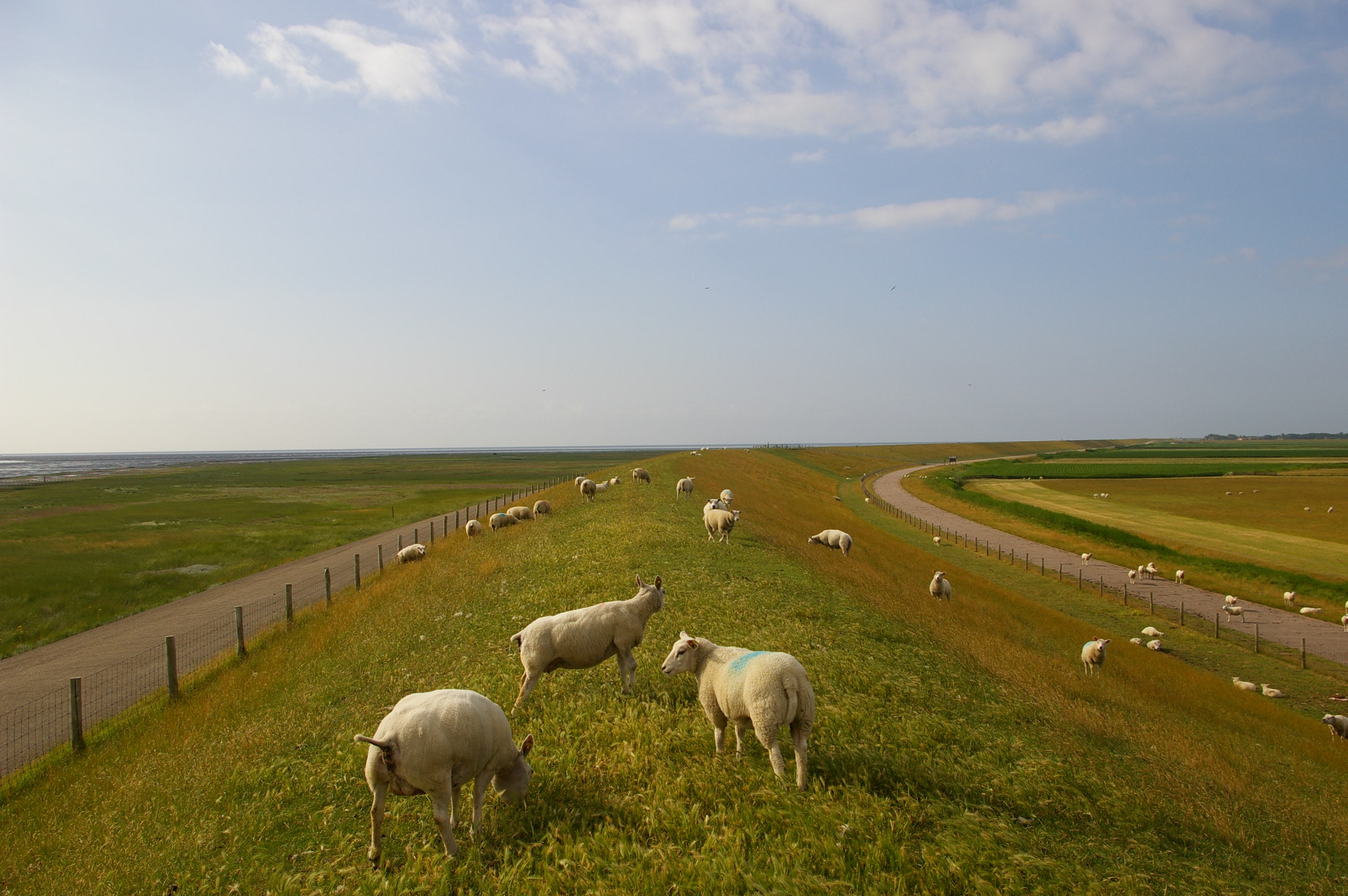
Gezicht op De Schorren, aan de oostkust van Texel